# CNBLUE
CNBLUE (tiếng Hàn Quốc: 씨엔블루, tiếng Nhật: シーエヌブルー, viết tắt của Code Name Blue), là một ban nhạc pop rock người Hàn Quốc, thành lập vào ngày 19 tháng 8 năm 2009 tại Nhật Bản với mini-album đầu tay, Now or Never. CNBLUE là hậu bối cùng công ty quản lý với nhóm nhạc F.T Island thuộc công ty FNC Music. Tuy nhiên sự khác biệt về phong cách và âm nhạc đã khẳng định cái tên CNBLUE. CNBLUE phát hành bốn Teaser Video cho Mini-Album đầu tiên của họ tại Hàn Quốc, "Bluetory". Mỗi thành viên trong nhóm xuất hiện lần lượt trong Teaser Video của mình vào các ngày 6, 8, 11 và 13 tháng 1 năm 2010 theo thứ tự: Lee Jong-hyun, Kang Min-hyuk, Lee Jung-shin và cuối cùng là Jung Yong-hwa. Vào ngày 12 tháng 1 năm 2010, Music Video của ca khúc chủ đề Album mang tên I'm A Loner (tiếng Hàn Quốc: 외톨이야) đã được phát hành.

## Lịch sử

### 2009: Ra mắt tại Nhật Bản
Trong khoảng tháng 6 năm 2009, CNBLUE bắt đầu thực hiện các buổi diễn trên đường phố và biểu diễn tại các câu lạc bộ tại Nhật Bản. Họ xuất hiện chính thức với tư cách là một ban nhạc Indie Rock tại Nhật Bản với tất cả những ca khúc tiếng Anh từ Mini-Album đầu tiên mang tên "Now or Never. Mini-Album được phát hành vào ngày 19 tháng 8 năm 2009. Cuối tháng 9, tay bass Kwon Jin Kwang rời khỏi nhóm và được thay thế bằng tay bass hiện tại Lee Jung Shin. Vào ngày 25 tháng 11 năm 2009, CNBLUE phát hành Mini-Album thứ hai tại Nhật Bản mang tên "Voice. Ca khúc chủ đề của Album được thu âm bằng tiếng Nhật trong khi các ca khúc còn lại hoàn toàn bằng tiếng Anh.

### 2010: Ra mắt và sự nghiệp âm nhạc tại Hàn Quốc
Một thông tin đã được tiết lộ vào tháng 1 rằng, CNBLUE sẽ ra mắt chính thức tại Hàn Quốc với Mini-Album đầu tiên mang tên "Bluetory, sẽ được phát hành vào ngày 14 tháng 1 năm 2010. Sau đó, một nguồn tin nữa cũng đã cho biết Teaser Video của Album sẽ được phát hành vào những ngày khác nhau. Vào ngày 7 tháng 1 (Theo giờ Hàn Quốc), một đoạn Teaser Video đã được phát hành trên trang Web chính thức của họ, bắt đầu với Lee Jong Hyun. Teaster Video của người chơi trống Kang Minhyuk cũng được phát hành vào ngày 8 tháng 1. Ngày 11 và ngày 13 tháng 1, Teaser Video của Jungshin và Yonghwa cũng lần lượt lên sóng.
Một ngày trước khi ra mắt chính thức, CNBLUE đã tổ chức Showcase đầu tiên của nhóm tại Hàn Quốc, với sự ủng hộ nhiệt tình của một đội ngũ fan hâm mộ rất lớn. Vào ngày 14 tháng 1, họ phát hành Mini-Album đầu tiên tại Hàn Quốc và ngay lập tức, Album này đã giành được vị trí #1 trên bảng xếp hạng Mnet Real Time và vị trí #2 trên bảng xếp hạng Hanteo. CNBLUE là nghệ sĩ mới duy nhất làm được điều đó vào năm 2010, đánh bại hai nhóm nhạc mới ZE:A và F. Cuz. CNBLUE biểu diễn lần đầu tiên tại chương trình Music Bank của đài KBS vào ngày 15 tháng 1. Họ đã giành vị trí #1 trên tất cả các bảng xếp hạng doanh số tiêu thụ Album và bảng xếp hạng âm nhạc trong 5 ngày ra mắt đầu tiên.
Trong chương trình Music Bank vào ngày 29 tháng 1, C.N.Blue đã giành vị trí #1 trên bảng xếp hạng K-Chart với tổng số điểm là 11.956. Sau đó, họ cũng giành giải thưởng Mutizen đầu tiên trên chương trình Inkigayo của đài SBS vào ngày 31 tháng 1.
Trong tháng 3, ban nhạc chuẩn bị cho album "Thank U" của họ tại Nhật Bản. Nó được phát hành vào ngày 20 tháng 3 năm 2010 với 2 bài hát mới.
Vào tháng 4, tên gọi chính thức của câu lạc bộ fan hâm mộ của CNBLUE đã được đặt là BOICE. BOICE là sự kết hợp giữa Blue và Voice.
Đầu tháng 5, FNC Music thông báo rằng CNBLUE sẽ nhanh chóng trở lại sân khấu âm nhạc với Mini - Album thứ hai của họ vào ngày 19 tháng 5 năm 2010. Mini - Album mang tên Bluelove và có một ca khúc do Yonghwa sáng tác, ca khúc "Love light" (tiếng Hàn Quốc: 사랑 빛). Một thời gian sau, CNBLUE đã phát hành Teaser Video cho ca khúc chủ đề của Mini - Album mang tên "LOVE". CNBLUE đã có sân khấu trở lại rất đặc biệt tại chương trình M! Countdown vào ngày 20 tháng 5. Ca khúc chủ đề của Album, "LOVE", đã nhanh chóng dành vị trí đứng đầu trên nhiều bảng xếp hạng âm nhạc khác nhau.
Sau thành công ở Hàn Quốc, họ đã quay lại Nhật Bản và phát hành đĩa đơn đầu tiên "The Way" vào ngày 23 tháng 6. Lần đầu tiên họ đứng thứ 26 trên bảng xếp hạng Orion của Nhật. Bài hát "I don't know why" chiếm vị trí thứ 8 trên bảng xếp hạng Orion hàng ngày vào ngày 16 tháng 9. Trên bảng xếp hạng hàng tuần họ vươn tới vị trí 15. Trên bảng xếp hạng Japanese indie, họ đã đứng đầu.
Lee Jong Hyun và Kang Min Hyuk thành viên của ban nhạc đã đóng vai chính trong phim "Acoustic" họ đã phát hành bài hát "High Fly" vào ngày 7 tháng 10.

### 2012: Thành công rực rỡ của CNBLUE
Đối với CNBLUE, 2012 là một năm thành công. Ngay từ khi bước chân vào giới âm nhạc, 4 chàng trai đã đặt mục tiêu chinh phục thế giới bằng tài năng và âm nhạc độc đáo của mình. Kết thúc một năm 2012 hoạt động không mệt mỏi, CNBLUE đã có thể đường hoàng bước chân vào hàng ngũ những ngôi sao quốc tế, trở thành một trong số ít các nghệ sĩ hoàn thành xuất sắc nhiệm vụ trên nhiều "mặt trận" và tiếp tục phấn đấu để gặt hái những thành công mới.
Ngày 31/1 năm nay, CNBLUE xuất hiện trên MTV Unplugged. Đây là chương trình ca nhạc giúp nghệ sĩ gần gũi với fan hơn qua những sân khấu live thân mật và CNBLUE vinh dự trở thành nghệ sĩ Hàn đầu tiên được giới thiệu trong chương trình. Với một nhóm chỉ mới lên sàn 3 năm, đó hoàn toàn không phải là một thành tích nhỏ.
Đến tháng 2, Where You Are ra lò, như một cách thể hiện sự mạnh mẽ và cá tính của các chàng trai. Single mang hơi hướng Rock phù hợp với tâm trạng của "tuổi trưởng thành" mà CNBLUE muốn bày tỏ với fan. Hai ca khúc Where You Are và Feeling do Jung Yong Hwa sáng tác, còn Get Away là tác phẩm của Lee Jong Hyun. Chỉ trong tuần lễ đầu tiên, single đã bán được hơn 60.000 bản, đoạt No.1 Oricon Weekly Singles Chart. Đây lại là một thành công đáng ghi nhận của nhóm nhạc còn non trẻ nhưng đã có thể thiết lập một kỷ lục mới.
Tháng 3, CNBLUE lần đầu đặt chân đến Mỹ và bắt tay với đồng nghiệp F.T. Island để cùng xâm nhập vào giới âm nhạc phương Tây qua concert Stand Up tại Los Angeles. Là sân khấu Mỹ đầu tiên của cả hai ban nhạc, Stand Up đánh dấu bước tiến mang tầm quốc tế cũng như góp phần tăng cường mối liên kết giữa CNBLUE với cộng đồng fan ở xứ cờ hoa.
Ngày 5/5, CNBLUE tổ chức buổi họp mặt fan Hàn đầu tiên, The Story of You and I tại Đại học Yeonsei thu hút hàng trăm fan tham dự. Qua buổi họp mặt chân thành này, các chàng trai bày tỏ tình yêu và lòng biết ơn đối với những khán giả đã nhiệt tình ủng hộ CNBLUE, kèm theo một lời hứa: "Chúng tôi sẽ tiếp tục đi cùng nhau trong 50, 60 năm tới".
2012, cả Lee Jong-hyun và Lee Jung Shin đều đã chính thức bước chân vào nghiệp diễn viên với vai diễn đầu tay trong Phẩm chất quý ông và My Daughter Seo Yeong. Còn Jung Yong Hwa cũng đã bắt đầu thử sức trong lĩnh vực sản xuất nhạc, bên cạnh việc sáng tác riêng cho CNBLUE. Single phát hành ngày 7/6 của đàn em Juniel, Fool có sự đóng góp rất lớn của Jung Yong Hwa với vai trò song ca và sản xuất. Ca khúc này cũng xuất hiện trong mini album đầu tiên của Juniel - My First June, góp phần đưa tên tuổi cô đến gần hơn với khán giả Hàn.
Ngày 29/8, CNBLUE phát hành album dài bằng tiếng Nhật, Code Name Blue nhanh chóng leo lên vị trí đầu bảng Oricon trong 2 tuần liên tiếp. Với 11 trong số 13 ca khúc được sáng tác bởi tay guitar Lee Jong Hyun và giọng ca chính Jung Yong Hwa, thành công của Code Name Blue một lần nữa khẳng định CNBLUE là một ban nhạc có khả năng tự viết hit cho riêng mình.
Ngày 21/9, CNBLUE có thêm một concert quốc tế nữa, lần này là ở xứ sở sương mù. Concert solo đầu tiên của ban nhạc tại đất Anh với tên gọi CNBLUE, Live in London đã thu hút hơn 5.000 fan châu Âu tham dự. Giống như Stand Up, sự kiện này cũng là minh chứng cho một bước tiến thành công nữa của CNBLUE trên con đường vươn tới vị trí ngôi sao thế giới mà các chàng trai vẫn hằng mơ.
CNBLUE cùng với những nhóm nhạc hàng đầu Kpop đến Nam Mỹ để góp mặt trong tour Music Bank En Chile. Đây là lần đầu tiên CNBLUE đến Nam Mỹ và là lần thứ hai các chàng trai tham gia Music Bank World Tour. Concert đã diễn ra hôm 2/11 ở Quinta Vergara, Viña del Mar, Chile và thành công tốt đẹp.

### 2013: Tour thế giới đầu tiên "Blue Moon World Tour", mini-album RE:BLUE và single 'What Turns You On?' - Thành công bùng nổ tại Nhật Bản
Vào ngày 14 tháng 1,  kỷ niệm ba năm ra mắt của CNBLUE, EP thứ tư của ban nhạc Re: Blue và video âm nhạc của đĩa đơn chính "I'm Sorry" đã được phát hành.  "I'm Sorry" được đồng sáng tác bởi trưởng nhóm Jung Yong-hwa, đánh dấu đây là lần đầu tiên sáng tác của anh được sử dụng làm ca khúc chủ đề của ban nhạc tại Hàn Quốc. Trước khi phát hành EP, Re: Blue đã đạt hơn 100.000 bản đặt hàng trước. Album  đã đứng đầu Bảng xếp hạng Album Gaon trong hai tuần liên tiếp., bán được tổng cộng 126.000 bản. Đĩa đơn đạt vị trí thứ 2 trên Gaon Digital Chart, và đạt được all-kill trên các bảng xếp hạng âm nhạc.
Re: Blue xếp hạng # 1 trên Billboard World Album Chart, #1 Bảng xếp hạng Tower Records của Nhật Bản. Theo trang web âm nhạc 'Omusic' của Đài Loan, album và ca khúc chủ đề "I'm Sorry" lần lượt xếp thứ nhất trên bảng xếp hạng đĩa đơn và album, ngay cả trước khi phát hành chính thức trong nước. Sau khi phát hành chính thức tại Đài Loan, album đã đứng đầu 8 bảng xếp hạng khác nhau.  Đĩa đơn "I'm Sorry" cũng xếp hạng 1 trong bảng xếp hạng hàng ngày MYX tại Philippines.
Vào ngày 22 tháng 1, FNC Entertainment đã thông báo về chuyến lưu diễn Blue Moon Worldtour của CNBLUE, tuyên bố rằng "CNBLUE sẽ không chỉ biểu diễn các quốc gia châu Á như Trung Quốc, Singapore, và Hồng Kông, mà còn cả châu Âu, Úc, Bắc Mỹ và Nam Mỹ. Ban nhạc đã xác nhận các điểm dừng ở Đài Loan, Singapore, Thái Lan, Hồng Kông, Philippines, Malaysia và Úc, đồng thời  lên kế hoạch cho các điểm dừng ở Mỹ và châu Âu.  Đài Loan là điểm dừng đầu tiên cho chuyến lưu diễn vòng quanh thế giới bắt đầu vào ngày 6 tháng 4, CNBLUE đã  trở thành ban nhạc rock Hàn Quốc đầu tiên tổ chức một tour diễn vòng quanh thế giới.
Vào ngày 20 tháng 4, FNC đã thông báo rằng CNBLUE sẽ thực hiện ZEPP Tour tại Nhật Bản với điểm dừng đầu tiên tại Sapporo ở Hokkaido vào ngày 24 và 25 tháng 7, và điểm dừng cuối cùng tại Namba ở Osaka vào ngày 14 và 15 tháng 8. Tổng cộng  10 buổi hòa nhạc tại 5 thành phố. Tour diễn được tiến hành đồng thời  khi chuyến lưu diễn vòng quanh thế giới Blue Moon vẫn đang diễn ra. Sau đó,  ZEPP Tour đã được đổi tên thành Lady Zepp Tour sau khi công bố tên của đĩa đơn tiếng Nhật thứ 6 sắp tới của họ có tựa đề Lady vào ngày 18 tháng 6.
Vào ngày 24 tháng 4, CNBLUE phát hành đĩa đơn tiếng Nhật thứ năm của họ, "Blind Love", do Lee Jong-hyun viết lời và đồng sáng tác.  Đĩa đơn vật lý ra mắt ở vị trí thứ hai trên Bảng xếp hạng đĩa đơn hàng ngày của Oricon với 35,773 bản được bán ra, mức tiêu thụ ngày đầu tiên cao nhất cho các bản phát hành tại Nhật của CNBLUE.
Vào ngày 17 tháng 7, video âm nhạc chính thức cho đĩa đơn tiếng Nhật thứ sáu của CNBLUE "Lady" đã được phát hành.  Đĩa đơn vật lý sau đó được phát hành vào ngày 31 tháng 7 năm 2013, và đứng ở vị trí thứ 4 trên Oricon Singles Chart, bán được 42.169 bản trong tuần đầu tiên.
CNBLUE cũng đã tham gia lễ hội nhạc rock Nhật Bản kéo dài hai ngày hàng năm "Summer Sonic 2013" với tư cách là một trong những thành viên trong line-up chính thức cùng với ban nhạc cùng công ty F.T. Island và các ban nhạc rock như Linkin Park, Metallica và ONE OK ROCK. Lễ hội âm nhạc được tổ chức tại Tokyo và Osaka lần lượt vào ngày 10 và 11 tháng 8
Vào ngày 13 tháng 8,CNBLUE phát hành video âm nhạc "One More Time" cho album phòng thu tiếng Nhật thứ hai sắp tới của họ What Turns You On?. Vào ngày 28 tháng 8, album phòng thu được phát hành. Nó bao gồm ba đĩa đơn trước đó, "Robot", "Blind Love" và "Lady".  Album ra mắt ở vị trí thứ hai trên Oricon Albums Chart và bán được 43.492 bản.
Vào ngày 26 tháng 11, CNBLUE đã phát hành album "BEST OF CNBLUE" đầu tiên của họ tại Hàn Quốc, mang tên Present với phiên bản tiếng Hàn của các bài hát tiếng Nhật của ban nhạc. Tất cả các thành viên đều tham gia vào quá trình sáng tác, viết lời cho các ca khúc.

### 2014: Mini-album Can't Stop, Album Wave và các tour diễn nổi bật
Vào ngày 23 tháng 2 năm 2014, CNBLUE phát hành EP thứ năm của họ, Can't Stop. Album ra mắt ở vị trí thứ 2 trên Gaon Album Chart và tiếp tục đứng đầu bảng xếp hạng vào tuần sau đó. Đĩa đơn chính "Can't Stop" đạt vị trí thứ 3 trên Gaon Digital Chart. Vào ngày 2 tháng 3, ban nhạc đã có buổi biểu diễn trở lại trên chương trình All Live Comeback Show: Can't Stop của đài SBS.
Sau khi kết thúc các hoạt động quảng bá tại Hàn Quốc, CNBLUE đã phát hành đĩa đơn tiếng Nhật mới "Truth" vào ngày 23 tháng 4 năm 2014. Sau đó, ban nhạc bắt đầu chuyến lưu diễn CNBLUE LIVE- Can't Stop năm 2014, khởi động tại Daegu vào ngày 24 tháng 5. Vào ngày 20 tháng 8, họ đã phát hành đĩa đơn tiếng Nhật thứ 8, "Go Your Way".
CNBLUE đã phát hành "Radio" vào ngày 8 tháng 9, dưới dạng bản tải xuống kỹ thuật số trước album phòng thu tiếng Nhật thứ ba Wave của họ. Được phát hành vào ngày 17 tháng 9, Wave ra mắt ở vị trí thứ ba trên Bảng xếp hạng Album Oricon hàng tuần. Tính đến cuối bảng xếp hạng, Wave đã bán được 42.080 bản trong nước.  Sau đó, ban nhạc bắt đầu CNBLUE 2014 Arena Tour: Wave từ tháng 10 đến tháng 11 tại Aichi, Tokyo, Osaka, Miyagi và Fukuoka.
Vào ngày 4 tháng 10, ban nhạc biểu diễn tại lễ bế mạc Đại hội thể thao châu Á Incheon 2014.
Vào ngày 6 tháng 12, CNBLUE là nghệ sĩ Hàn Quốc duy nhất tham gia Lễ hội hóa trang toàn sao iQiyi 2015 ở Bắc Kinh, Trung Quốc, nơi họ nhận được giải thưởng "Nhóm nhạc châu Á xuất sắc nhất".
Bài hát "Can't Stop" của CNBLUE là bài hát được tweet nhiều thứ 17 trong năm 2014, theo trang tin Mashable. Họ là nghệ sĩ Hàn Quốc được xếp hạng cao nhất (tiếp theo là "Mr. Mr" của Girls 'Generation ở vị trí 18 và "Last Romeo" của Infinite ở vị trí thứ 48) trong danh sách "50 bài hát được tweet nhiều nhất trên Twitter năm 2014" bao gồm các nghệ sĩ trên toàn thế giới như John Legend, Ariana Grande, Beyonce, Pharrell Williams, Lady GaGa, Enrique Iglesias, Maroon 5, Coldplay và One Direction. Billboard K-Town đã đưa EP vào danh sách "Top 10  K- Album nhạc Pop của năm 2014 "ở vị trí thứ 9.

### 2015: Full-album2gether,Colorsvà Arena tour tại Nhật Bản.
Trong suốt nửa đầu năm 2015, CNBLUE tiếp tục theo đuổi các hoạt động solo. Vào tháng 4 năm 2015, ban nhạc đã phát hành đĩa đơn thứ chín "White" dưới sự quản lý của Warner Music Japan. Đĩa đơn đạt vị trí thứ 4 trên Bảng xếp hạng đĩa đơn Oricon hàng tuần, bán được hơn 28.000 bản kể từ khi phát hành.
Sau một năm bảy tháng vắng bóng trong các hoạt động quảng bá của ban nhạc trong nước, CNBLUE đã phát hành album phòng thu thứ hai của họ là 2gether với ca khúc chủ đề "Cinderella" vào ngày 14 tháng 9.  Album ra mắt ở vị trí thứ hai trên Gaon Album Chart và tiếp tục đứng đầu bảng xếp hạng vào tuần tiếp theo. Đĩa đơn đạt vị trí thứ 10 trên Gaon Digital Chart,  cuối cùng đã mang về cho ban nhạc 5 chiến thắng trong các chương trình âm nhạc.
2gether đã được các nhà phê bình âm nhạc đánh giá cao, đặc biệt là về việc sử dụng các yếu tố điện tử. Jung Min-jae của tạp chí trực tuyến IZM đã đưa ra nhận xét về ban nhạc: "Âm nhạc của họ đa dạng trong nhiều thể loại của nhạc pop rock", và "Giai điệu  đặc trưng của ban nhạc và các nhịp điệu gây hấp dẫn hơn bao giờ hết". Jung Hae-wook của News Tomato đã khen ngợi ban nhạc về sự pha trộn giữa rock điện tử và khả năng tạo ra âm thanh riêng biệt giữa các bản nhạc, cũng như nỗ lực thử nghiệm của họ để tạo dựng bản sắc âm nhạc của mình. Jeff Benjamin của Billboard tuyên bố rằng "Bất chấp sự thay đổi trong xu hướng âm nhạc của ban nhạc trong album, khả năng sáng tác giàu cảm xúc và năng lượng tích cực của CNBLUE vẫn tồn tại vững bền.
CNBLUE đã phát hành "Supernova" vào ngày 9 tháng 9 dưới dạng bản tải xuống kỹ thuật số trước khi ra mắt album phòng thu tiếng Nhật thứ tư của mình là Colors.  Được phát hành vào ngày 30 tháng 9, album đã đứng ở vị trí #1 trên Bảng xếp hạng Oricon Albums hàng tuần, bán được 31.000 bản trong tuần đầu tiên. Đây là lần đầu tiên ban nhạc đứng đầu bảng xếp hạng kể từ Code Name Blue, phát hành trước đó ba năm một tháng.  Ban nhạc đã tham gia CNBLUE 2015 Arena Tour: Be a Supernova từ ngày 3 tháng 11 đến ngày 3 tháng 12. Các buổi hòa nhạc diễn ra tại Big Hat Arena ở Nagano, Yoyogi National Gymnasium ở Tokyo, Nippon Gaishi Hall ở Aichi, Sun Dome ở Fukui, và Hội trường Osaka-jō ở Osaka.

### 2016: Mini-album Blueming, Euphoria và Chuyến lưu diễn kỷ niệm 5 năm ra mắt
CNBLUE phát hành mini-album thứ sáu Blueming với bài hát chủ đề "You're So Fine" vào ngày 4 tháng 4 năm 2016.   Blueming đứng đầu Bảng xếp hạng Album Gaon khi phát hành.   "You're So Fine" đã mang về cho ban nhạc 6 chiến thắng trong chương trình âm nhạc.   Ban nhạc cũng phát hành đĩa đơn tiếng Nhật thứ 10 "Puzzle" vào ngày 11 tháng 5. Album ra mắt ở vị trí thứ 4 trên Bảng xếp hạng đĩa đơn Oricon hàng tuần;   xếp hạng trong bốn tuần và tiếp tục bán được hơn 30.000 bản khi kết thúc bảng xếp hạng.
CNBLUE phát hành album tiếng Nhật thứ năm Euphoria vào ngày 19 tháng 10. Euphoria ra mắt ở vị trí thứ hai trên Bảng xếp hạng Album của Oricon. Tính đến cuối bảng xếp hạng, album đã bán được 36.074 bản trong nước.
Ban nhạc bắt đầu chuyến lưu diễn  kỷ niệm năm thứ 5 ra mắt tại Nhật của họ, Our Glory Days từ ngày 2 tháng 11 đến ngày 29 tháng 11 năm 2016. Các buổi hòa nhạc diễn ra tại Hội trường sự kiện Makuhari Messe ở Chiba, Hội trường Osaka-jō ở Osaka, Hội trường Nippon Gaishi ở Aichi, đấu trường Marine Messe Fukuoka ở Fukuoka, và Nippon Budokan ở Tokyo. CNBLUE biểu diễn 22 bài hát trong mỗi buổi concert, với tổng cộng 75.000 người tham dự. Concert ngày 18 tháng 11 tại Aichi đã được ghi hình và  phát sóng trên WOWOW vào ngày 15 tháng 1 năm 2017.

### 2017: Mini-album 7ºCN, Shake, Stay Gold và các chuyến lưu diễn.
Gần một năm sau khi phát hành Blueming, CNBLUE đã phát hành EP thứ bảy của họ, 7 ° CN, vào ngày 20 tháng 3 năm 2017.
CNBLUE phát hành đĩa đơn thứ 14 của họ, Shake vào ngày 10 tháng 5 năm 2017. Nó ra mắt trên Bảng xếp hạng đĩa đơn Oricon hàng tuần ở vị trí #5 Sau đó, ban nhạc bắt đầu tour diễn CNBLUE Spring Live 2017 "Shake! Shake!". Họ đã tổ chức hai buổi hòa nhạc mỗi nơi ở Tokyo, Aichi và Osaka, bắt đầu từ ngày 17 tháng 5 đến ngày 22 tháng 6.
Ban nhạc cũng đã tổ chức chuyến lưu diễn CNBLUE Live: Between Us 2017 tại sáu quốc gia từ ngày 1 tháng 7 đến ngày 9 tháng 12. Các buổi trình diễn đầu tiên diễn ra từ ngày 3 đến ngày 4 tháng 6 tại Seoul.
CNBLUE đã phát hành album phòng thu tiếng Nhật thứ sáu, Stay Gold. Single ra mắt ở vị trí thứ ba trên Bảng xếp hạng Oricon Albums hàng tuần quốc gia của Nhật Bản. Ban nhạc đã bắt đầu "Starting Over CNBLUE 2017 Arena Tour Live từ ngày 3 tháng 11 đến ngày 1 tháng 12.

### 2018-2019: Nhập ngũ và  JongHyun rời nhóm
Ban nhạc tạm ngừng hoạt động vì các thành viên thực hiện nghĩa vụ quân sự bắt buộc. Trước đó, họ đã phát hành Best of CNBLUE / OUR BOOK [2011-2018] vào ngày 29 tháng 8. Album bao gồm các bài hát ra mắt của họ tại Nhật Bản từ năm 2011.
Vào ngày 28 tháng 8 năm 2019, Jonghyun thông báo anh sẽ rời CNBLUE do liên quan đến vụ bê bối Burning Sun và phản ứng dữ dội về những tin nhắn không phù hợp đối với một Youtuber.

### 2020:  Trở về từ quân đội, Gia hạn hợp đồng với FNC Entertainment và comeback tại Hàn Quốc với mini-album RE-CODE
Tất cả các thành viên đều hoàn thành nghĩa vụ quân sự và trở về lần lượt vào các ngày 11/3/2019 (YongHwa), 03/03/2020 (MinHyuk) và 04/03/2020 (JungShin)
Vào ngày 20 tháng 10 năm 2020, FNC Ent đưa ra thông báo  3 thành viên còn lại của CNBLUE - YongHwa, JungShin, MinHyuk đã gia hạn hợp đồng thành công và sẽ phát hành mini album thứ tám, Re-Code với ca khúc chủ đề  "Then, Now and Forever", vào ngày 17 tháng 11.
Sau khi phát hành, album đã đứng đầu bảng xếp hạng "iTunes Top Album" ở 10 khu vực khác nhau bao gồm Philippines, Malaysia, Indonesia, Thổ Nhĩ Kỳ và Mexico,...
"RE-CODE" cũng lọt vào 5 vị trí hàng đầu trên bảng xếp hạng iTunes Pop Album ở 15 khu vực bao gồm Hoa Kỳ, Úc và Nhật Bản, và thậm chí nó còn đạt vị trí số 1 trong số 11 khu vực này.

### 2021:  DỰ ÁN PHIM TRUYỀN HÌNH, PHÁT HÀNH SINGLE 'ZOOM' TẠI NHẬT BẢN,  9th MINI-ALBUM 'WANTED'
Cả ba thành viên của ban nhạc đều trở lại màn ảnh nhỏ với các bộ drama mới: YongHwa (Daebak Real Estate - KBS), MinHyuk (Not Yet 30 - KakaoTV, Oh! My Lady Lord - MBC), JungShin (Summer Guys -  AbemaTV).
Ngày 23 tháng 6, 2021, CNBLUE phát hành single tiếng Nhật thứ 12 của mình mang tên ZOOM.
Tiếp nối các hoạt động trong lĩnh vực diễn xuất, CNBLUE trở lại với hoạt động ban nhạc của mình với một mini-album mới. Tháng 10.2021 , FNC Entertainment đưa ra thông báo chính thức, CNBLUE sẽ trở lại với mini-album thứ 9 - WANTED, phát hành vào ngày 20 tháng 10.

## Thành viên
| Tên            | Tên    | Tên    | Ngày sinh        | Tên Hán-Việt    | Vai trò                                                      |
| Latinh         | Hangul | Hanja  | Ngày sinh        |                 | Vai trò                                                      |
| -------------- | ------ | ------ | ---------------- | --------------- | ------------------------------------------------------------ |
| Jung Yong-hwa  | 정용화 | 鄭容和 | 22 tháng 6, 1989 | Trịnh Dung Hòa  | Leader, Main Vocalist, Rhythm Guitarist, Piano, Rap, Beatbox |
| Kang Min-hyuk  | 강민혁 | 姜敏赫 | 28 tháng 6, 1991 | Khương Mẫn Hách | Drummer                                                      |
| Lee Jung-shin  | 이정신 | 李正信 | 15 tháng 9, 1991 | Lý Chính Tín    | Bassist, Rapper, Back-up Vocalist, Maknae                    |
| Cựu thành viên |        |        |                  |                 |                                                              |
| Lee Jong-hyun  | 이종현 | 李宗泫 | 15 tháng 5, 1990 | Lý Chung Hiền   | Lead Guitarist, Main Vocalist                                |
| Kwon Kwang-jin | 권광진 | 權光珍 | 12 tháng 8, 1992 |                 | Bass                                                         |

## Danh sách đĩa nhạc

### Album phòng thu
| Album              | Thông tin | Danh sách bài hát |
| Tiếng Hàn          | Tiếng Hàn | Tiếng Hàn |
| ------------------ | --- | --- |
| First Step         | - Ngày phát hành: Ngày 21 tháng 3 năm 2011 - Nhà xuất bản: FNC Entertainment - Ngôn ngữ: Tiếng Hàn            | 1. 외톨이야 ("Intuition") [Ca khúc chủ đề] 2. "Love Girl" 3. "Imagine: 4. "I Don't Know Why" 5. "Love Follows the Rain" 6. "Lie" 7. "One Time" 8. "Just Please" 9. "Wanna Be Like U" 10. "Ready N Go" 11. "Thank You" 12. "One Of The Kind" |
| 2gether            | - Ngày phát hành: 14 tháng 9, 2015 - Label: FNC Entertainment - Formats: CD, digital download                 | 1. "Cinderella" (신데렐라) [ ca khúc chủ đề] 2. "Hide and Seek" (숨바꼭질; Sumbakkokjil) 3. "Roller Coaster" (롤러코스터; Rolleo Koseuteo) 4. "Domino" (featuring Wheein of Mamamoo) 5. "Hero" 6. "Drunken Night" 7. "Catch Me" 8. "Hold My Hand" 9. "Control" 10. "Radio" 11. "Footsteps" (발자국; Baljaguk) |
| Tiếng Nhật         | | |
| Thank U            | - Ngày phát hành: Ngày 20 tháng 3 năm 2010 - Nhà xuất bản: Ai Entertainment - Ngôn ngữ: Tiếng Anh, Tiếng Nhật | 1. Intro 2. Let's Go Crazy 3. Love Revolution 4. Wanna be Like U 5. Never too late 6. Now or Never 7. voice 8. Just Please 9. Y, Why 10. Teardrops in the Rain 11. One of a Kind 12. a.ri.ga.tou. |
| 392                | - Ngày phát hành: 1 tháng 9, 2011 - Nhà xuất bản: Ai Entertainment - Formats: CD, digital download            | 1. "The Way" (part 2 ~Ready N Go~) 2. "The Way" (part 1 ~One Time~) 3. "Man In Front of the Mirror" 4. "Try Again, Smile Again" 5. "Lie" 6. "The Way" (part 3 ~Eclipse~) 7. "Illusion" 8. "Don't Say Goodbye" 9. "I Don't Know Why" 10. "Coward" 11. "Kimio" |
| Code Name Blue     | - Ngày phát hành: 29 tháng 8, 2012 - Nhà xuất bản: Warner Music Japan - Formats: CD, digital download         | 1. "Intro 02" 2. "In My Head" 3. "Where You Are" 4. "Time is Over" 5. "Have a Good Night" 6. "Wake Up" 7. "No More" 8. "These Days" 9. "Blue Sky" 10. "Mr. KIA (Know It All)" 11. "With Me" 12. "Get Away" 13. "Come On" 14. "Where You Are" (English version) [Limited CD+DVD edition and iTunes Store bonus track] DVD (Lawson limited CD+DVD edition): "Where You Are" Release live at Tokyo Dome City Hall 2012.2.5 1. "In My Head" 2. "Mr. KIA (Know It All)" 3. "Rain of Blessing" 4. "Feeling" 5. "Get Away" 6. "Where You Are"    |
| What Turns You On? | - Ngày phát hành: 28 tháng 8, 2013 - Nhà xuất bản: Warner Music Japan - Formats: CD, digital download         | Standard Track list 1. "Lady" 2. "One More Time" 3. "Change" 4. "Blind Love" 5. "Don't Care" 6. "Greedy Man" 7. "Robot" 8. "Crying Out" 9. "I Can't Believe" 10. "Starlit Night" 11. "Let Me Know" 12. "Robot" ( English version) DVD (Limited Edition type A) 1. "Hey You" 2. "Kimio" 3. "In My Head" 4. "One More Time" (Music video) 5. "One More Time" (Music video - Special feature) DVD (Limited Edition type B) 1. "Have a Good Night: 2. "Wake Up" 3. "Where You Are" 4. "The Way part 1 ~One Time~ 5. "Robot" 6. "Time is Over" |
| Wave               | - Ngày phát hành: 17 tháng 9, 2014 - Nhà xuất bản: Warner Music Japan - Formats: CD, digital download         | 1. "Intro" 2. "Radio" 3. "Go Your Way" 4. "Truth" 5. "Foxy" 6. "Lonely Night" 7. "Still" 8. "Paradise" 9. "Angel" 10. "Control" 11. "How Awesome" Limited Edition A 1. "Radio" (music video) 2. "Radio" (special feature) 3. "Radio" (shooting of solo cut "Yong-hwa, Jong-hyun, Min-hyuk, Jung-shin") Limited Edition B 1. "Coffee Shop", "I'm Sorry", "Lady" (Live from Summer Sonic 2013 [second half]) 2. "Special feature" |
| Colors             | - Ngày phát hành: 30 tháng 9, 2015 - Label: Warner Music Japan - Formats: CD, digital download                | 1. "Intro" 2. "Supernova" 3. "White" 4. "Holiday" 5. "Holds My Hands" 6. "Irony" 7. "Realize" 8. "Daisy" 9. "Lucid Dream" 10. "Hold Me" 11. "My World" |
| Euphoria           | - Ngày phát hành: 19 tháng 10, 2016 - Label: Warner Music Japan - Formats: CD, digital download               | 1. "Be OK" 2. "Glory Days" 3. "Take Me Higher" 4. "Face to Face" 5. "Puzzle" 6. "Royal Rumble" 7. "Every Time" 8. "Stay with Me" 9. "Slaves" 10. "Blessed" |
| Stay Gold          | - Ngày phát hành: 18 tháng 10 , 2017 - Label: Warner Music Japan - Formats: CD, digital download              | 1. "Intro" 2. "Starting Over" 3. "This Is" 4. "Captivate" 5. "Only Beauty" 6. "Butterfly" 7. "Mirror" 8. "Shake" 9. "Seeds" 10. "Someone Else" 11. "Book" |

### Mini-album
| TIẾNG HÀN               | TIẾNG HÀN | TIẾNG HÀN |
| Album                   | Thông tin | Danh sách bài hát |
| ----------------------- | --- | --- |
| Bluetory                | - Ngày phát hành: Ngày 14 tháng 1 năm 2010 - Nhà xuất bản: Mnet Media - Ngôn ngữ: Tiếng Hàn                                   | 1. 외톨이야 ("I'm a Loner") [Ca khúc chủ đề] 2. "Love Revolution 3. Y, Why..." 4. "Now or Never" 5. 그럴 겁니다... 잊을 겁니다... ("I Will...Forget You...")                                         |
| Bluelove                | - Ngày phát hành: Ngày 19 tháng 5 năm 2010 - Nhà xuất bản: Mnet Media - Ngôn ngữ: Tiếng Hàn - Đĩa đơn: 사랑 빛 ("Love Light") | 1. LOVE [Ca khúc chủ đề] 2. Sweet Holiday 3. Black Flower 4. Tattoo 5. 사랑 빛 ("Love Light") 6. Let's Go crazy                                                                                      |
| First Step +1 Thank You | - Ngày phát hành: 26 tháng 4, 2011 - Label: FNC Entertainment - Formats: CD, digital download                                 | 1. "Love Girl" (New version) 2. "Try Again, Smile Again" (Korean version) 3. "Don't Say Goodbye" (Korean version) 4. "Yes" (그래요; Geuraeyo)                                                        |
| Ear Fun                 | - Ngày phát hành: 26 tháng 3, 2012 - Label: FNC Entertainment - Formats: CD, digital download                                 | 1. "Hey You" 2. "Still in Love" (아직 사랑한다; Ajig Saranghanda) 3. "Dream Boy" 4. "Rock n' Roll" 5. "Run" 6. "In My Head" (Korean version)                                                         |
| Re:Blue                 | - Ngày phát hành: 14 tháng 1, 2013 - Label: FNC Entertainment - Formats: CD, digital download                                 | 1. "I'm Sorry" 2. "Coffee Shop" 3. "Na Geudaeboda" (나 그대보다; "Myself More Than You") 4. "Naran Namja" (나란 남자; "The Guy Like Me") 5. "La La La" (라라라) 6. "Where You Are" (English version) |
| Can't Stop              | - Ngày phát hành: 24 tháng 2, 2014 - Label: FNC Entertainment - Formats: CD, digital download                                 | 1. "Can't Stop" 2. "Diamond Girl" 3. "Cold Love" 4. "Sleepless Night..." 5. "Love Is..." 6. "Like A Child"                                                                                           |
| Blueming                | - Ngày phát hành: 4 thánh 4, 2016 - Label: FNC Entertainment - Formats: CD, digital download                                  | 1. "You're So Fine" (이렇게 예뻤나; Ireoke Yeppeonna) 2. "The Seasons" 3. "Young Forever" 4. "Without You" 5. "Stay Sober"                                                                           |
| 7°CN                    | - Ngày phát hành: 20 tháng 3, 2017 - Label: FNC Entertainment - Formats: CD, digital download                                 | 1. "Between Us" (헷갈리게; Hetgallige) 2. "It's You" 3. "Calling You" (끊지마; Kkeunhjima) 4. "When I Was Young" 5. "Manito" (마니또; Manitto) 6. "Royal Rumble"                                     |
| RE-CODE                 | - Ngày phát hành: 17 tháng 11, 2020 - Label: FNC Entertainment - Formats: CD, digital download                                | 1. "Then, Now and Forever (과거 현재 미래)" 2. "Till Then (오늘은 이만)" 3. "In Time (없다)" 4. "Winter Again. (추워졌네)" 5. "Blue Stars"                                                           |
| WANTED                  | - Ngày phát hành: 20 tháng 10, 2021 - Label: FNC Entertainment - Formats: CD, digital download                                | 1. "Love Cut (싹둑)" 2. "99%" 3. "Hold Me Back" 4. "Nothing (엉터리)" 5. "Time Capsule" |
| TIẾNG NHẬT              | | |
| Now or Never            | - Ngày phát hành: 19 tháng 8, 2009 - Label: AI Entertainment - Language: English                                              | 1. Now or Never 2. Let's Go Crazy 3. Love Revolution 4. Just Please 5. Teardrops in the Rain |
| Voice                   | - Ngày phát hành: 25 tháng 11, 2009 - Label: AI Entertainment - Language: English, Japanese                                   | 1. Voice 2. Wanna Be Like U 3. Never Too Late 4. Y, Why 5. One of a Kid |

### Đĩa đơn
| Đĩa đơn            | Thông tin | Danh sách bài hát |
| ------------------ | --- | --- |
| "The Way"          | - Phát hành: 23.06.10 - Nhà xuất bản: Ai Entertainment Inc - Ngôn ngữ: Tiếng Anh & tiếng Nhật                                        | 1. "One Time" (sáng tác Yonghwa) 2. "Ready N Go" (viết lời Yonghwa) 3. "Eclipse" (sáng tácJonghyun) 4. "The Way -One Time- (Inst.)" |
| "I Don't Know Why" | - Phát hành: 16.09.2010 - Nhà xuất bản: Ai Entertainment Inc - Ngôn ngữ: Tiếng Anh & tiếng Nhật                                      | 1. "I don't know why" 2. "Lie" 3. "I don't know why (Instrumental)" 4. "Lie (Instrumental)" |
| "Re-maintenance"   | - Phát hành: 09.01.11 - Nhà xuất bản: Ai Entertainment Inc - Ngôn ngữ: Tiếng Anh & tiếng Nhật                                        | 1. "Don't say goodbye" 2. "Try again, Smile again" 3. "Kimio" 4. "Try again, Smile again (Instrumental)" |
| "In My Head"       | - Phát hành: 19.10.11 - Nhà xuất bản: Warner Music Japan                                                                             | 1. "In My Head" 2. "Mr.KIA(Know It All)" 3. "Rain odd Blessing" 4. "In My Head"(Instrumental) |
| "Where You Are"    | - Phát hành: 01.02.12 - Nhà xuất bản: Warner Music Japan - Sáng tác: Jung Yong Hwa, Kenji Tamai                                      | 1. "Where You Are" 2. "Get Away" 3. "Feeling" 4. "Where You Are" (Instrumental) DVD 1. "Release Live Event Footage" (リリースイベントライブ映像) 2. "Where You Are" (Music video) 3. "Where You Are" (Music video - Behind the scenes) |
| "Come On"          | - Phát hành: 01.08.12 - Nhà xuất bản: Warner Music Japan - Sáng tác: Jung Yong Hwa, Kenji Tamai, Lee Jong Hyun                       | 1. "Come On" 2. "Wake Up" 3. "My Miracle" 4. "Come On" (instrumental) |
| "Robot"            | - Phát hành: 19.12.12 - Nhà xuất bản: Warner Music Japan - Sáng tác: Jung Yong Hwa, Kosuke Oba                                       | 1. "Robot" 2. "Ring" 3. "Starlit Night" 4. "Robot" (Instrumental) |
| "Blind Love"       | - Phát hành: 24.03.13 - Nhà xuất bản: Warner Music Japan - Sáng tác: Lee Jong Hyun, Vinyl House                                      | 1. "Blind Love" 2. "With Your Eyes" 3. "Greedy Man" 4. "Blind Love" (instrumental) |
| "Lady"             | - Phát hành: 31.07.13 - Nhà xuất bản: Warner Music Japan - Sáng tác: Jung Yong Hwa, Kosuke Oba, Han Sung Ho                          | 1. Lady 2. Do not care 3. Monday 4. Lady (Instrumental) |
| "Truth"            | - Phát hành: 23.04.14 - Nhà xuất bản: Warner Music Japan - Sáng tác: Jung Yong Hwa, miwa, Ryo, Han Seung Ho                          | 1. "Truth" 2. "Still" 3. "Heart Song" 4. "Truth" (Instrumental) |
| "Go Your Way"      | - Phát hành: 20.08.14 - Nhà xuất bản: Warner Music Japan - Sáng tác: Jung Yong Hwa, miwa, Heaven Light                               | 1. Go Your Way 2. Control 3. Monster 4. Control (Instrumental) |
| "White"            | - Phát hành: 08.04.15 - Nhà xuất bản: Warner Music Japan - Sáng tác: Jung Yong Hwa, miwa, Lee Jong Hyun                              | 1. "White" 2. "Stay Sober" 3. "Irony" 4. "White" (Instrumental) |
| "Puzzle"           | - Phát hành: 11.05.16 - Nhà xuất bản: Warner Music Japan - Sáng tác: Jung Yong Hwa, Han Seung Ho, Ko Jin-yeong                       | 1. "Puzzle" 2. "Take Me Higher" 3. "Be My Love" 4. "Puzzle" (Instrumental) |
| "Shake"            | - Phát hành: 10.05.17 - Nhà xuất bản: Warner Music Japan - Sáng tác: Jung Yong Hwa, Lee Jong Hyun, Albi Albertsson, Justin Reinstein | 1. "Shake" 2. "Someone Else" 3. "Was So Perfect" |
| "ZOOM"             | - Phát hành: 23.06.21 - Nhà xuất bản: Warner Music Japan - Sáng tác: Jung Yong Hwa                                                   | 1. "ZOOM" 2. "Clap your hands" 3. "How you feel" |

## Các hoạt động khác
- Bắt đầu từ tháng 1 năm 2010, C.N.Blue sẽ xuất hiện trong chương trình "Making the Artist" (5 Ep) của GomTV
- Chương trình truyền hình thực tế của C.N.Blue mang tên "CNBLUETORY" (5 Ep) sẽ được lên sóng vào ngày 10 tháng 2 năm 2010 trên kênh Mnet
- Năm 2012, CNBLUE đã xây một trường học tại ở làng Niamadougou, Burkina Faso – châu Phi dự án này được trích từ chuyến lưu diễn thế giới Blue Moon. Trường sẽ cung cấp cho hơn 1000 học sinh về cơ sở vật chất trường học, bữa ăn hàng ngày và đảm bảo việc chăm sóc và các fan(boice) đã góp phần vào việc xây dựng trường học. Trong năm 2014, một trường CNBLUE thứ hai được xây dựng ở Philippines.

## Lưu diễn

### 2010
- Listen to the CNBLUE - 1st Live Concert - AX Hall, Gwangjang-dong on 31 July
- Listen to the CNBLUE Asia Tour

### 2011
- Japan Zepp Tour 2011 - "Re-maintenance"
- Live Guerilla Concert "CNBLUE First Step" - 1st album released at Seoul Times Square

Japan 2nd Album Release Live "392" - Yokohama Arena
- CNBLUE Winter Tour 2011 "Here, In My Head"
- CNBLUE Asia Tour Concert "Blue Storm" (2011–2012)

### 2012
- CNBLUE Japan Fanclub Tour
- F.T. Island & CNBLUE "Stand Up" by MLive in Los Angeles - Nokia Theater L.A. Live

CNBLUE in London - Indig02 @ The 02 Arena
- CNBLUE Arena Tour 2012 – Come On - Japan: nine shows in six cities, with final show at Saitama Super Arena on 20 and 21 October[30]
- CNBLUE Live: Blue Night in Seoul - SK Olympic Handball Gymnasium on 15 and 16 December

### 2013
- CNBLUE Zepp Tour "Lady" Tokyo
- CNBLUE Arena Tour "One More Time" Osaka
- Blue Moon Worldtour

### 2014
- CNBLUE "Can't stop" Tour
- CNBLUE Arena Tour "Wave" Japan

### 2015
- CNBLUE Spring Tour "White" Japan
- CNBLUE Arena Tour "Be a Supernova" Japan
- CNBLUE Come Together Tour tại Hàn Quốc, Trung Quốc, Hồng Kông, Singapore

### 2016
- Spring Live～We're Like a Puzzle～JAPAN
- Arena Tour～Our Glory Days～JAPAN

### 2017
- CNBLUE Spring Live 2017 Shake! Shake! JAPAN
- Arena tour ~Starting Over~ JAPAN
- CNBLUE Live "BETWEEN US" - Asia tour

## Giải thưởng và đề cử
Danh sách đề cử và các giải thưởng mà CNBLUE đã nhận được: https://en.wikipedia.org/wiki/List_of_awards_and_nominations_received_by_CNBLUE